# 塔世村
塔世村（とうせむら）は三重県安濃郡にあった村。現在の津市中心部の北東、概ね安濃川の河口左岸にあたる。

## 地理
- 河川：安濃川

## 歴史
- 1889年（明治22年）4月1日 - 町村制の施行により、塔世村・下部田村の各大部分および中河原村の一部の区域をもって塔世村が発足。
- 1909年（明治42年）4月1日 - 津市に編入。同日塔世村廃止。

## 交通

### 鉄道路線
村域を関西鉄道津支線（現・紀勢本線）が通過したが、駅は所在しなかった。

### 道路
- 伊勢街道
  - 塔世橋

## 現在の町名
- 大字塔世 - 愛宕町、相生町、鳥居町（一部）、広明町（一部）、東新町塔世
- 大字下部田 - 鳥居町（残部）、広明町（残部）、羽所町、大谷町（一部）、栄町（一部）、上浜町（一部）、桜橋（一部）、島崎町（一部）

栄町・上浜町・桜橋の丁目別の沿革は不詳。もともと津城下の町方にも地籍は村だった区域があり、境界は錯綜をきわめた。